# Fistulaphantes canalis
Genre
Espèce
Fistulaphantes canalis, unique représentant du genre Fistulaphantes, est une espèce d'araignées aranéomorphes de la famille des Linyphiidae.

## Distribution
Cette espèce est endémique du Népal. Elle se rencontre dans le district de Sankhuwasabha entre 2 050 et 3 650 m d'altitude.

## Description
Le mâle holotype mesure 0,68 mm et la femelle paratype 1,78 mm.

## Publication originale
- Tanasevitch & Saaristo, 2006 : Reassessment of the Nepalese species of the genus Lepthyphantes Menge s. l. with descriptions of new Micronetinae genera and species (Araneae, Linyphiidae, Micronetinae). Senckenbergiana biologica, vol. 86, no 1, p. 11-38.